# Commission des étrangers

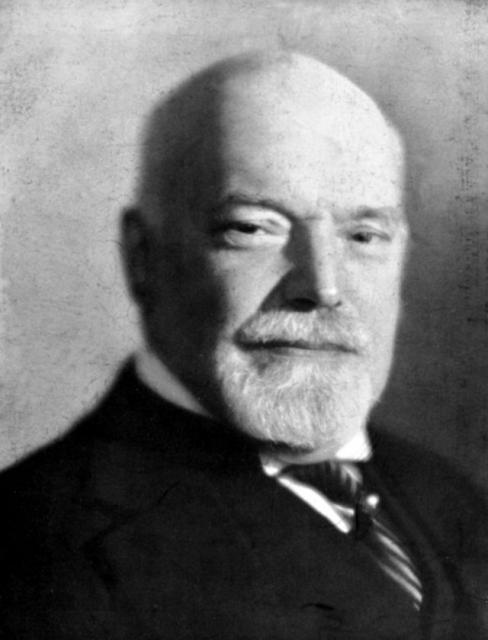
Paul-Émile Janson

La Commission des étrangers, également connue sous le nom de Commission interministérielle pour les Réfugiés allemands, est une instance consultative et délibérative qui a été instituée le 8 novembre 1933 par le Ministre de la Justice de l'époque, Paul-Émile Janson. Cette commission a pour objectif principal « d'examiner la situation des israélites réfugiés en Belgique ».

## Contexte historique
A la fin de la Première Guerre mondiale, un grand nombre d'étrangers arrivent sur le territoire belge. En effet, à la suite du conflit mondial, la Belgique se trouve en manque de main-d'œuvre (essentiellement dans les industries et les mines), et se tourne alors vers l'étranger. Cette main-d'œuvre provient principalement des pays voisins, mais progressivement aussi des pays de l'Est (Pologne...) et de l'Italie,.
Le nombre de non-nationaux s'accroît encore dans la mesure où l'immigration n'est pas seulement économique mais également politique. C'est notamment le cas de nombreux Italiens fuyant le régime de Mussolini, mais aussi de Juifs polonais et allemands tentant d'échapper au régime nazi. En effet, les conséquences de la politique antisémite d'Adolf Hitler se font fortement ressentir en Belgique. Traditionnellement considérée comme une terre d'accueil pour les immigrés politiques et comme elle possède une frontière commune avec l'Allemagne, la Belgique attire de nombreux Juifs persécutés. Environ 40 000 Juifs comprenant essentiellement des intellectuels et des opposants politiques quittent l'Allemagne dès 1933. Parmi ceux-ci, environ 5 000 réfugiés allemands viennent en Belgique. Tous ne resteront pas : certains d'entre eux décident d'émigrer plus loin, tandis que d'autres rentreront finalement en Allemagne en espérant que la politique anti-juive disparaisse,.     
À la suite de la crise de 1929 et du Krach boursier qui la provoque, la Belgique est de plus en plus soumise à des difficultés économiques. Au début des années trente, la crise économique et l'augmentation du nombre de chômeurs va pousser les consulats belges, situés en Allemagne, à refuser une grande partie des nombreuses demandes de visas introduites par des Juifs allemands. La politique d'accueil des réfugiés devient de plus en plus restrictive : l'État tente de réguler et de limiter le nombre d'arrivants sur son territoire dans l'optique de sauvegarder son économie,,.

## Création
La politique d’immigration belge prend peu à peu forme dans l'entre-deux-guerres, cherchant à la fois à mettre en œuvre une certaine politique d’accueil et à tenter de limiter et de contrôler la présence d'étrangers sur son territoire.  
Un premier arrêté royal est pris par le gouvernement belge le 14 août 1933 par lequel les étrangers se voient contraints de se rendre dans les 48 heures à leur commune et d’y signaler leur intention de séjour en Belgique (si celui-ci excède 8 jours). Ils sont alors inscrits au Registre des Étrangers et reçoivent un certificat qui pourra être prorogé tous les six mois. De plus, cet arrêté prévoit que tout étranger dont le séjour sera supérieur à deux ans devra se munir d'une carte d'identité auprès de sa commune. L'étranger devra en permanence avoir l'un de ces documents sur lui (soit son certificat d'inscription soit sa carte d'identité). Si tel n'est pas le cas, il pourrait se voir refoulé du pays,,. 
L'inscription au Registre des Étrangers est refusée à beaucoup d'étrangers, qui ne bénéficient dès lors d'aucune sécurité juridique. Par ailleurs, un grand nombre d'entre sont expulsés. Paul-Émile Janson cherche à remédier à ce problème. Il crée ainsi la Commission des étrangers le 8 novembre 1933 dont la première réunion aura lieu le 17 novembre de cette même année. Cette commission est instaurée temporairement et n'a pas un caractère officiel. Elle se penche non pas sur la situation de l'ensemble des immigrés mais plus spécifiquement sur celle des réfugiés. Elle cherche en effet à déceler parmi ce flux migratoire quels sont les réfugiés politiques au sens strict,.

## Figure de l'étranger dans l'entre-deux-guerres
Deux figures de l'étranger coexistent dans l'imaginaire collectif de l'entre-deux-guerres : d'une part l’immigré-travailleur, à la recherche d’un emploi et fuyant une certaine misère économique, et d'autre part le réfugié dit politique, contraint de fuir son pays pour ses opinions politiques. 
Or, avec l'arrivée de la Grande Dépression, les besoins de main-d'œuvre se font de moins en moins ressentir et les travailleurs étrangers ne sont plus vraiment les bienvenus, puisqu'on estime qu'ils font concurrence aux nationaux. En ces temps de crise économique, le gouvernement ne peut se permettre d’accorder un permis de séjour qu’aux réfugiés stricto sensu et éventuellement de leur donner la possibilité d’exercer une activité lucrative. Seuls les réfugiés politiques ou les travailleurs dont la situation économique est relativement aisée sont donc accueillis sur le territoire belge. Ceux-ci ne constituent pas une menace pour l’économie interne puisqu’ils ne feront pas croître le chômage et peuvent même aider à améliorer la situation économique du pays qui les accueille. D'où la nécessité pour les autorités de bien établir la distinction entre l'immigré-travailleur et le réfugié politique,. 

## Objectifs
La Commission des étrangers est une instance consultative, elle délibère et rend des avis dans trois cas de figure : l'octroi du statut de réfugié, la prolongation du séjour et l'accès à des activités lucratives pour l'étranger.
Tout d'abord, la Commission tente de déterminer parmi les nombreux étrangers qui arrivent en Belgique quels sont ceux qui pourront obtenir le statut de réfugié. Ce statut donne droit à des avantages spécifiques. Par ailleurs, une prolongation du séjour peut être octroyée aux réfugiés qui sont en attente de papiers d'émigration avec lesquels ils pourraient se rendre dans un autre pays. Enfin, la Commission des étrangers donne aux réfugiés l’accès à des activités lucratives, dans les limites de la disponibilité du marché et du contexte économique du pays. Cet avis est rendu en concertation avec les ministères des Affaires économiques et du Travail et de la Prévoyance sociale,,.

## Composition
La Commission des étrangers est présidée par Maurice Costermans, directeur général au ministère des Affaires étrangères et du Commerce extérieur. Les différents membres qui la composent sont : Max Gottschalk (représentant de la communauté juive belge), Victor Liekendael (directeur à la Sûreté publique), M. Deltenre (secrétaire)., M. Lavers, et M. Selvais,.  

## Bilan et évolution
La Commission interministérielle pour les Réfugiés allemands a rendu de nombreux avis entre sa date de création en 1933 et sa dernière séance, qui a lieu le 2 juillet 1936. Les avis qu’elle émettait s’adressaient notamment à la Sûreté publique dont un des services, la Police des Étrangers, était effectivement chargé d’accorder (ou non) un permis de séjour aux réfugiés. Dans un rapport de 1938, la Sûreté Publique commente à son propos que les avis rendus par la Commission lui ont été très utiles et ont permis de constituer une jurisprudence conséquente pour cette administration.  
Cette commission consultative était cependant officieuse, elle n’avait pas vocation à durer mais répondait seulement à une problématique qui était devenue de plus en plus pressante. C’est ainsi qu'une nouvelle commission, officielle cette fois-ci, est créée le 20 février 1936 par Arrêté royal. La Commission interministérielle de 1936 prend alors le relais de l’ancienne Commission des étrangers. Elle est chargée plus largement d’évaluer la situation des demandeurs d’asile et de rendre un avis à l’intention du Ministre de la Justice afin qu'il leur délivre éventuellement un titre de séjour. 

## Illustration d'avis
Depuis sa création en novembre 1933 jusqu'en février 1936, la Commission des étrangers rend un total de 1 278 avis pour 947 cas litigieux.
Exemples tirés d'archives :
- Cas 2 - R - voir p. 26 du p.v. du 3 août 1934. La question du renouvellement de l'inscription d'un journaliste inscrit au Registre des Étrangers est posée. Son certificat d'inscription put être renouvelé de deux fois six mois à condition qu'il n'exerce seulement que la profession de journaliste[19].
- Cas 4 - S dossier S.P. 144/4 671. L'intéressé, d'origine ukrainienne, en possession d'un passeport Nansen (passeport permettant aux apatrides de passer les frontières) ne peut réaliser aucun ordre de vente, mais prétend pourtant pouvoir exporter. L'établissement de ce dernier n’étant d’aucune utilité pour le pays, il est prié de trouver refuge dans un autre pays[19].
- Cas 5 - P. - S.P. 77 642, voir p.v. séances 11 et 13. La Commission accorde le séjour à un ressortissant juif d'origine polonaise forcé de quitter l'Allemagne en raison des circonstances de l’époque. Ce dernier obtient un laissez-passer provisoire dans l’attente de son émigration vers l'Espagne. Après débats, le séjour lui est accordé par souci d'humanité, compte tenu que son père est gravement malade. Mais l’accès à une activité rentable lui est refusé[19].
- Cas 12 - K.J. - L'intéressé, un journaliste catholique allemand, a fui, avec sa famille, le régime nazi en juin 1933 pour la France. En 1935, il est expulsé de France. Il conteste la raison de son refoulement et déclare qu’il avait pris part à des activités lucratives afin de nourrir sa famille. La Croix-Rouge lui vient en aide et lui permet de s’inscrire dans la commune belge Saint-Josse-ten-Noode. Il est alors décidé qu'une nouvelle enquête doit être menée. K. doit fournir les preuves de sa qualité de réfugié stricto sensu. Mais d’ici le résultat de celle-ci, il bénéficie du droit au séjour[19].

Les différents avis rendus par la Commission attestent son impartialité ainsi que son souci de bienveillance et d'aide envers les réfugiés et les immigrants.